# Jiří Verberger
Jiří Verberger (* 28. Mai 1913 in Prag; † 2. November 1973 ebenda) war ein tschechischer Jazzpianist, Sänger, Arrangeur und Komponist.

## Leben
Verberger studierte an der Karls-Universität Prag. Er begann seine Musikerkarriere in Jan Rychlíks Band Blue Music und zwischen 1935 und 1937 im Orchestr Gramoklubu von Emanuel Uggé and Jan Šíma, mit dem er auch an mehreren Aufnahmen beteiligt war. Er spielte dann im Orchester von Emil Ludvík, 1940/41 in dessen Hot Kvintet. Ludvik galt als „ungekrönter König des tschechischen Hot Jazz“, der die besten Musiker der Zeit in seiner Band hatte, neben Jiri Verberger auch den Bassisten Jan Hammer senior den Vater von Jan Hammer.
1939 und erneut zwischen 1943 und 1945 gehörte Verberger dem Orchester von Karel Vlach an. Dann spielte er bei Jan Hammer senior. Von 1962 bis 1967 wirkte er im Orchester von Ladislav Bezubka. Verberger komponierte zahlreiche Jazz-Titel, wie den Když Hrají Blues und Improvisace, das er unter eigenem Namen mit Karel Slaviks Band einspielte.

## Würdigung
Jiří Verberger gilt als ein von Fats Waller beeinflusster Stride-Pianist, und zählt zu der Gruppe von tschechischen Künstlern wie Jiří Traxler und Jan Rychlík, die abseits kommerzieller Interessen in der Swingära sowohl als Musiker als auch als Komponisten eigene Wege verfolgten.
Mike Heffley charakterisierte in seinem Buch über den europäischen Jazz Verberger als einen virtuosen Improvisator; John Hammond nannte den Pianisten, den er in Prag 1947 kennenlernte, „a white Negro“.

## Diskographische Hinweise
- Český Jazz 1920-1960 (Supraphon, 1965)

## Weiterführende Literatur
- Piano v jazzu Milan Šolc, Jiří Verberger Státní hudební vydavatelství, Praha 1966